# Nadleśnictwo Przemków

## Położenie
Nadleśnictwo Przemków położone jest w województwie dolnośląskim (gminy Przemków, Radwanice, Gromadka, Bolesławiec) oraz w małym fragmencie w województwie lubuskim (Gmina Szprotawa) i graniczy z następującymi jednostkami administracyjnymi Lasów Państwowych:
– od północy Nadleśnictwo Głogów obręb Duża Wólka (RDLP Wrocław),
– od wschodu Nadleśnictwo Lubin obręb Polkowice (RDLP Wrocław),
– od południowego wschodu Nadleśnictwo Chocianów obręb Chocianów (RDLP Wrocław),
– od południa Nadleśnictwo Chocianów obręb Wierzbowa (RDLP Wrocław),
– od południowego zachodu Nadleśnictwo Świętoszów obręb Świętoszów (RDLP Wrocław),
– od zachodu Nadleśnictwo Szprotawa obręb Szprotawa (RDLP Zielona Góra),
– od północnego zachodu Nadleśnictwo Szprotawa obręb Małomice (RDLP Zielona Góra),
Obszar nadleśnictwa rozciąga się w przybliżeniu między 51°27΄ i 51°35΄ szerokości geograficznej północnej a 15°38΄ i 15°57΄ szerokości geograficznej wschodniej.
Pod względem przynależności według regionalizacji przyrodniczo-leśnej Nadleśnictwo Przemków należy do Krainy Śląskiej (V), dzielnicy Równiny Dolnośląskiej, Mezoregionu Borów Dolnośląskich. Według regionalizacji fizycznogeograficznej nadleśnictwo położone jest w Borach Dolnośląskich, Równinie Szprotawskiej, wysoczyźnie Lubińskiej.
Nadleśnictwo Przemków jest nadleśnictwem nizinnym, położonym na terenie płaskim od wysokości 130 m n.p.m. do 180 m n.p.m.

## Historia
Nadleśnictwo Przemków składające się z lasów całego obrębu Przemków o pow. 12020 ha wchodzących dawnej w skład Nadleśnictwa Chocianów oraz obrębu Żuków wchodzącego dawniej w skład Nadleśnictwa Głogów utworzono Zarządzeniem Nr 64 MOŚ, ZNiL z dnia 31 grudnia 1992 r. „w sprawie utworzenia nowych oraz zmiany terytorialnego zasięgu niektórych istniejących nadleśnictw Lasów Państwowych”.
Swoją działalność nadleśnictwo rozpoczęło 1 sierpnia 1993 r. Obecny obręb Przemków jako samodzielne nadleśnictwo istnieje od 1945 r. w oparciu o dekret PKWN z dnia 12.12.1944 r. i zostało utworzone z byłych lasów państwowych, lasów większej własności i lasów komunalnych miasta Przemków. Natomiast obecny obręb Żuków nie stanowił nigdy samodzielnej jednostki administracyjnej Lasów Państwowych. Przed 1 sierpnia 1993 r. były to dwa leśnictwa w obrębie Żuków w Nadleśnictwie Głogów.
Leśnictwa te od 1945 r. należały do byłego Nadleśnictwa Białobrzezie utworzonego dekretem z 1945 r., zamienionego z kolei na Nadleśnictwo Żuków. W 1975 roku Nadleśnictwo Żuków jako obręb przeszło do Nadleśnictwa Głogówko zamienionego później na Nadleśnictwo Głogów.

## Ochrona przyrody
Natura 2000
Nadleśnictwa Przemków położone są w granicach Obszarów Natura 2000:
- SPECJALNEJ OCHRONY SIEDLISK:

- SOO Wrzosowisko Przemkowskie PLH020015
- SOO Jelonek Przemkowski PLH020097
- SOO Buczyna Szprotawsko – Piotrowicka PLH080007
- SOO Leszniańska Dolina Bobru Shadow List
- SPECJALNEJ OCHRONY PTAKÓW:

– OSO Bory Dolnośląskie PLB020005
- OSO Stawy Przemkowskie PLB020003

## Rezerwaty
Na terenie Nadleśnictwa Przemków znajdują się 3 Rezerwaty Przyrody o łącznej powierzchni 458,80 ha. Są to:
1. Rezerwat Przyrody „Stawy Przemkowskie” powołany został Zarządzeniem Ministra Leśnictwa i Przemysłu Drzewnego z dnia 18 maja 1984 roku.
Utworzony został w celu „zachowania stawów i bagien oraz otaczających je lasów w dolinie Szprotawy będących ostoją licznych gatunków ptaków, obejmujących kompleks 33 stawów hodowlanych założonych w 1860 roku”.
Łączna powierzchnia Rezerwatu wynosi 1046,25 ha w tym powierzchnia leśna to zaledwie 137, 57 ha natomiast 908, 68 ha to obszar stawów i lasu;
Na terenie Rezerwatów występują liczne gatunki ptactwa wodnego, których zaobserwowano około 131 gatunków. Wśród nich występują m.in. Bocian czarny /Ciconia nigra/, Bielik /Haliaeetus albicilla/, Kania czarna /Milvus migrans/, Remiz /Remizidae/, Kulik wielki /Numenius arquata/, Żuraw popielaty /Grus grus/, Kormoran czarny /Phalacrocorax carbo/.
2. Rezerwat Przyrody „Buczyna Piotrowicka” powołany został Rozporządzeniem Wojewody Dolnośląskiego z dnia 21 lutego 2002 roku.
Utworzony został w celu „zachowania za względów przyrodniczych, naukowych, dydaktycznych i krajobrazowych lasów grądowych, łęgowych i olsów z bogatą i unikalną florą”.
Rezerwat łączy się z Rezerwatem Przyrody pod nazwą „Buczyna Szprotawska” znajdującego się na terenie województwa lubuskiego w Nadleśnictwie Szprotawa. Łączna powierzchnia rezerwatu wynosi 171,27 ha i jest w całości pod zarządem Nadleśnictwa Przemków.
3. Rezerwat Przyrody „Łęgi Źródliskowe koło Przemkowa” powołany Rozporządzeniem Wojewody Dolnośląskiego z dnia 10 stycznia 2002 roku.
Rezerwat utworzona w celu „zachowania ze względów przyrodniczych, naukowych, dydaktycznych i krajobrazowych lasów łęgowych oraz grądów i olsów z dużą ilością źródlisk, wysięków gęstą siecią strumieni”. Łączna powierzchnia Rezerwatu wynosi 140,22ha. Na terenie Rezerwatu znajduje się założony w końcu XIX wieku cmentarz rodowy książąt z rodu Schleswig – Holstein.

## Ochrona lasu
Zadania ochrony lasu określić możemy, jako zespół różnorodnych działań, których celem jest zachowanie trwałości lasu, poprzez podnoszenie jego naturalnej odporności (zabiegi profilaktyczne) oraz w przypadkach koniecznych, gdy występuje zagrożenie dla istnienia lasu- poprzez zabiegi ochronne, które ograniczają i eliminują ujemne oddziaływanie konkretnego czynnika szkodliwego.
Według nomenklatury leśnej ochron lasu dzieli się na ochronę przed owadami, zwierzyną oraz patologicznymi grzybami. Obecnie należy dodać do tego działu również ochronę przed ujemnymi skutkami oddziaływania człowieka na las.
Lasy Nadleśnictwa Przemków należą do obszarów silnie zagrożonych pod względem pożarowym, są zaliczane do I kategorii zagrożenia. Przyczyną tego jest mała ilość opadów w okresie palności lasu oraz zdecydowana przewaga gatunków iglastych w składzie gatunkowym lasu. Drzewa iglaste zawierają w swoich igłach łatwopalne związki eteryczne, które w razie pożaru podsycają ogień.
Obszary o największym potencjalnym zagrożeniu pożarowym występują na obszarach suchych siedlisk borowych oraz terenach popoligonowych – występujący tam wrzos zwiększa palność ściółki oraz umożliwia szybszy rozwój powstałym pożarom.
Na zagrożenie pożarowe duży wpływ mają:
- przewaga drzewostanów iglastych,
- duża powierzchnia siedlisk borowych,
- 60% drzewostanów młodszych klas wieku,
- szereg dróg biegnących przez tereny leśne,
- duża penetracja lasów przez grzybiarzy oraz amatorów owoców runa leśnego,
- znaczna liczba granic lasu z użytkami rolnymi,
- wypalanie łąk i pól;

Od 1996 zaczęto remontować drogi pożarowe, których dzisiaj jest 27. Na terenie Nadleśnictwa znajduje się 18 punktów czerpania wody oraz dostrzegalnia pożarowa. Obserwator ma kontakt radiowy z dostrzegalniami na terenie Nadleśnictwa Chocianów, Bolesławiec, Szprotawa i Głogów.
W Nadleśnictwie wybucha średnio 18 pożarów rocznie i ulega spaleniu powierzchnia około 10 hektarów, a ich ilość w ciągu roku jest ściśle uzależniona od panujących w okresie wiosenno-letnim warunków atmosferycznych.
Na terenie Nadleśnictwa Przemków znajduje się powierzchnia po byłym poligonie bombowym Wojsk ZSRR. Na powierzchniach nie rozminowanych przez saperów nie wolno prowadzić naziemnych akcji gaśniczych, akcje gaśnicze mogą być prowadzone z wykorzystaniem samolotów gaśniczych.
Rocznie ochrona lasów przed pożarami kosztuje nadleśnictwo ok. 130 tys. zł., lecz prawdziwe straty w ekosystemach leśnych powodowane przez pożary są niewymiernie wysokie.